# Sybel (Adelsgeschlecht)

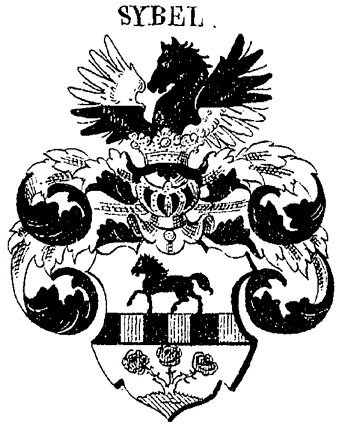
Wappen derer von Sybel in Siebmachers Wappenbuch

Sybel ist der Name eines deutschen Adelsgeschlechts, dessen Ursprung in Freudenberg (Siegerland) liegt und dessen Stammreihe im 16. Jahrhundert mit Johannes Sybel (um 1500–nach 1558) beginnt, Rektor des Archigymnasiums zu Soest.

## Adelserhebung
Der königlich preußische Regierungsrat zu Düsseldorf Heinrich Ferdinand Sybel wurde am 2. September 1831 in Berlin in den preußischen Adelsstand erhoben.
Die Immatrikulation im Königreich Bayern bei der Adelsklasse erfolgte am 17. August 1857 für dessen Sohn Dr. jur. et phil. Heinrich von Sybel, königlich bayerischer Professor an der Universität München, später königlich preußischer Wirklicher Geheimer Rat und Staatsarchiv-Direktor in Berlin.

## Wappen (1831)
Blasonierung: In Silber ein von Schwarz und Rot fünf Mal gespaltener Balken, begleitet oben von einem schreitenden schwarzen Ross, unten von drei roten Rosen an einem gemeinsamen grünen Stängel aus grünem Boden sprießend. Auf dem gekrönten Helm mit schwarz-silbernen Decken Kopf und Hals des Rosses zwischen einem offenen, von Silber und Schwarz übereck geteilten Flug.

## Namensträger
- Adelheid von Sybel (1878–1966), deutsche Schriftstellerin und Anthroposophin
- Alexander von Sybel (1823–1902), deutscher Wirtschaftspolitiker
- Alfred von Sybel (1885–1945), deutscher Philosoph und Psychologe
- Fritz von Sybel (1844–1927), deutscher Verwaltungsbeamter und Landrat
- Heinrich Ferdinand Philipp von Sybel (1781–1870), deutscher Beamter und Politiker
- Heinrich von Sybel (1817–1895), deutscher Historiker und Archivar
- Heinrich von Sybel (Politiker)  (1885–1969), deutscher Rittergutsbesitzer und Politiker (NSDAP)
- Ludwig von Sybel (1846–1929), deutscher Archäologe und Kunsthistoriker
- Walter von Sybel (1883–1973), preußischer Verwaltungsjurist